# Animage
Animage (Nhật: アニメージュ Hepburn: Animēju) là một tạp chí giải trí và anime Nhật Bản, được Tokuma Shoten bắt đầu phát hành vào tháng 7 năm 1978. Manga nổi bật quốc tế Kaze no Tani no Nausicaä của Miyazaki Hayao đã được đăng từng số trên Animage từ năm 1982 đến khi kết thúc vào năm 1994. Tiểu thuyết Umi ga Kikoeru của Himuro Saeko được đăng trên Animage từ 1990 đến năm 1995, sau đó được chuyển thể thành một anime truyền hình cùng tên.

## Lịch sử
Animage được thành lập vào năm 1978, đây là tạp chí chuyên biệt đầu tiên về anime và manga hướng đến công chúng mà không dành cho chuyên gia. Năm 2007, tạp chí bắt đầu phát hành ấn bản trực tuyến.

## Mốc thời gian
- Tháng 7 năm 1978: Ấn bản đầu tiên
- Tháng 1 năm 1980: Anime Grand Prix hàng năm đầu tiên
- Tháng 7 năm 1982: Ấn bản thứ 50
- Tháng 6 năm 1983: Kỷ niệm lần thứ 5
- Tháng 9 năm 1986: Ấn bản thứ 100
- Tháng 6 năm 1988: Kỷ niệm lần thứ 10
- Tháng 11 năm 1990: Ấn bản thứ 150
- Tháng 6 năm 1993: Kỷ niệm lần thứ 15
- Tháng 1 năm 1995: Ấn bản thứ 200
- Tháng 6 năm 1998: Kỷ niệm lần thứ 20, tạp chí đổi sang khổ A4, đổi tên tạp chí từ tiếng Nhật (アニメージュ) sang tiếng Anh (Animage).
- Tháng 3 năm 1999: Ấn bản thứ 250
- Tháng 6 năm 2002: Bắt đầu với ấn bản tháng 7, tạp chí đổi tên về katakana (アニメージュ)
- Tháng 5 năm 2003: Ấn bản thứ 300
- Tháng 6 năm 2003: Kỷ niệm lần thứ 25
- Tháng 6 năm 2008: Kỷ niệm lần thứ 30
- Tháng 6 năm 2013: Kỷ niệm lần thứ 35

## Anime Grand Prix
Anime Grand Prix là giải thưởng hàng năm được quyết định bởi phiếu bầu của độc giả dành cho hạng mục anime của năm. Anime Grand Prix bắt đầu tổ chức từ năm 1979 và giải thưởng đầu tiên được công bố trên ấn bản phát hành vào tháng 1 năm 1980. Giải thưởng Anime Grand Prix vẫn được quyết định bởi phiếu bầu của độc giả và thường được công bố thường niên vào tháng 6 của năm kế tiếp.

## Voice Animage
Voice Animage (ボイスアニメージュ Boisu Animēju) là một tạp chí ra mắt năm 1994 với bìa minh họa về công nghiệp seiyū tại Nhật Bản. Tạp chí xuất bản thất thường lần đầu, sau đó được phát hành thành ấn bản thường xuyên mỗi tháng. Tạp chí được biên tập bởi Kobayashi Hideaki cùng với Watanabe Takashi trước khi Kobayashi chuyển sang làm việc cho các tạp chí của Kadokawa Shoten; Voice Animage tạm dừng xuất bản vào tháng 2 năm 2002 với ấn bản thứ 42. Tại Kadokawa Shoten, Kobayashi Hideaki và Watanabe Takashi đã ra mắt tạp chí Voice Newtype.
Tháng 2 năm 2009, Voice Animage bắt đầu tái phát hành như một tạp chí hàng quý. Tạp chí tập trung nhiều về các diễn viên lồng tiếng nam từ khi ra mắt trở lại. AniRadi cũng bắt đầu phát hành VoiceRadimage (ボイスラジメージュ Boisu Radimēju) như một chuyên mục lớn của Voice Animage.